# 耶律忒末
耶律忒末（？—1226年），蒙古帝国将领。契丹族。辽朝都统耶律丑哥的儿子。
耶律忒末早年在金朝担任都统。1214年，耶律忒末与子耶律天祐率众三万投降蒙古成吉思汗，被任命为帅府监军，跟随元帅史天倪攻略赵州平棘县、栾城县、元氏县、柏乡县、赞皇县、临城县。1221年，加洺州等路征行元帅，和儿子率军讨邢州、洺州、磁州、相州、怀州、孟州等地，立功，升任真定路安抚使、洺州元帅。进军泽州、潞州，因功升任河北西路安抚使，兼泽潞元帅府事。次年，致仕，退居真定（今河北省正定县）。1225年，金朝降将武仙据真定反蒙。次年，武仙擒获耶律忒末，将其杀害。